# Synaldis fuscoflava
Synaldis fuscoflava är en stekelart som beskrevs av Papp 1994. Synaldis fuscoflava ingår i släktet Synaldis och familjen bracksteklar. Inga underarter finns listade i Catalogue of Life.